# Cultura y Educación
Cultura y Educación es una revista científica trimestral española de acceso abierto dedicada a la investigación en educación y cultura. Su primer número tuvo lugar en 1996, y desde entonces han publicado cuatro revistas anualmente. Anteriormente a esa fecha, desde 1989 hasta 1995, la revista se denominó Comunicación, Lenguaje y Educación.

## Alcance
En los últimos años se ha posicionado en diversos índices internacionales de calidad de revistas científicas, destacando Web of Science y Scopus.